# Radio Top

Radio Top ist Teil der TOP-Medien

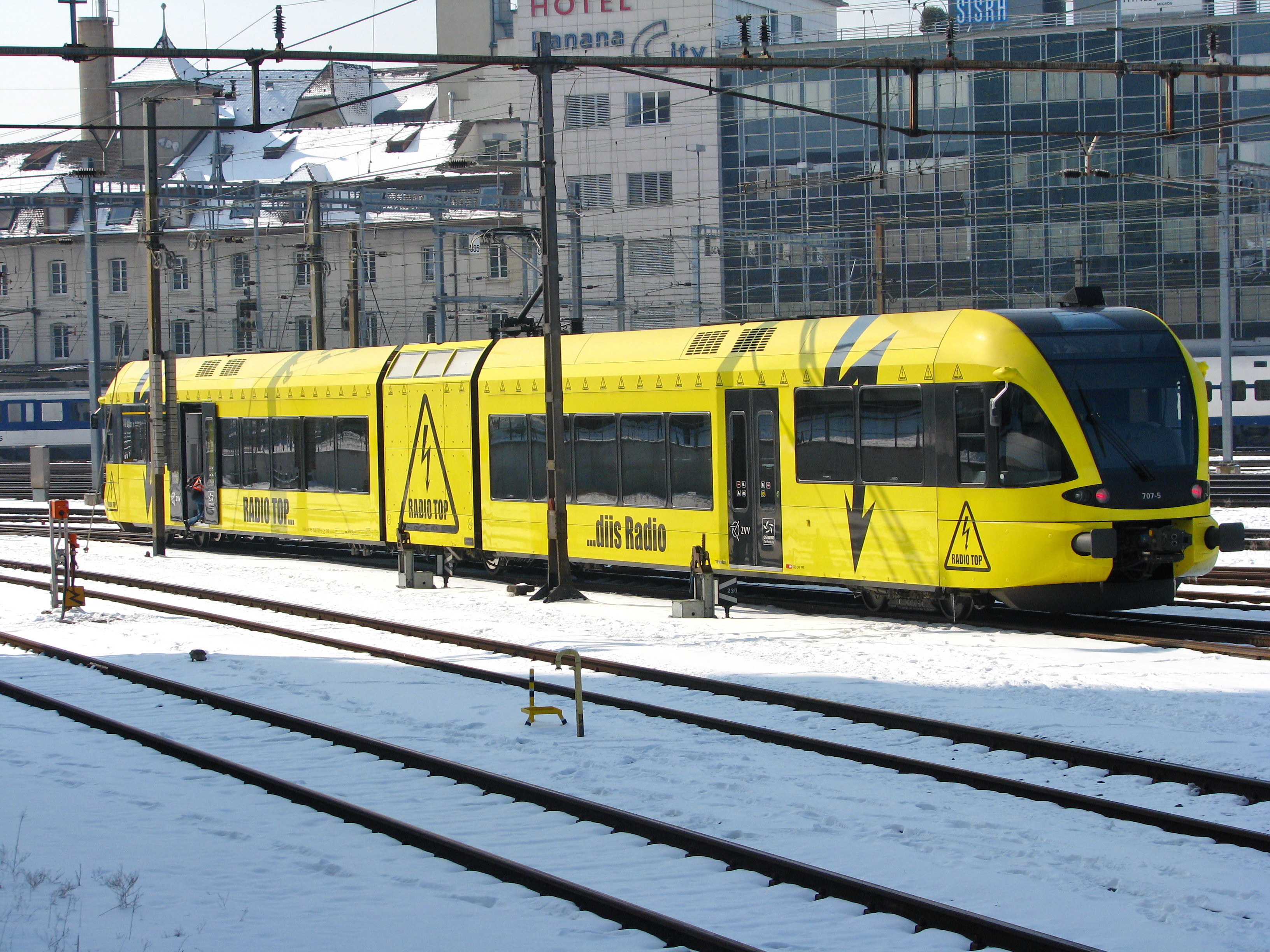
Themenzug im Hauptbahnhof Winterthur

Radio Top (eigene Schreibweise RADIO TOP) ist ein Schweizer Hörfunksender, der seine Programme in Winterthur produziert.

## Geschichte
Am 1. Januar 1984 begann der Sendebetrieb (UKW) von Radio Eulach in der Region Winterthur. Im selben Jahr wurde auch in Wil SG und im Toggenburg Radio Wil und im Kanton Thurgau Radio Thurgau aufgeschaltet.
Durch einen Zusammenschluss von Radio Eulach, Radio Wil und Radio Thurgau entstand Radio Top, das am 1. Januar 1998 erstmals auf Sendung ging. Hierbei hatte Radio Eulach als grösstes Radio der drei 50 % des Aktienanteils von Radio Top übernommen, während Wil und Thurgau je 25 % bekamen. Auch übernahm Radio Eulach-Geschäftsführer Günter Heuberger dieselbe Funktion bei Radio Top. Den Namen hatte Günter Heuberger, selbst ein Flugzeugfan, nach eigenen Angaben vom Spitznamen «Megatop» für die Boeing 747-400 der Singapore Airlines entliehen.
Im Dezember 2004 wurde der Sendebetrieb auf weite Teile des Kantons St. Gallen ausgedehnt. Radio Top sendet Programmfenster für die Kantone Zürich, Thurgau und St. Gallen. Seit Januar 2005 ist Radio Top auch in der Region Schaffhausen zu empfangen.
Mehrheitsaktionär der Radio Top AG ist Günter Heuberger mit einem Anteil von 54 Prozent, gefolgt von der Wintimedia AG mit 18 Prozent und Martin Model mit 10 Prozent.
Ab dem 1. April 2025 hat Radio Top in Winterthur einen umfassenden Relaunch durchgeführt, der das Programm deutlich auf Unterhaltung ausrichtet. Nach fast einem Jahr intensiver Analyse und Experimentieren präsentierte sich der Sender mit einem überarbeiteten Musikkonzept, das mehr Abwechslung und Lieblingssongs für die Hörer bietet. Besonders hervorzuheben ist die neue doppelmoderierte Morgenshow mit den Gastgebern Dorit & Andy, die mehr Energie und regionale Themen in den Vormittag bringen. Zudem wurden Formate wie der "80er Sonntag" eingeführt und das Soundlogo modernisiert, um ein frisches Hörerlebnis zu schaffen.
Trotz der Umstellung setzt Radio Top weiterhin auf den klassischen UKW-Empfang und ist in verschiedenen Regionen der Ostschweiz über Frequenzen wie Winterthur 103,5 MHz, Zürich Oberland 98,9 MHz und Schaffhausen 103,3 MHz verfügbar. Parallel dazu wird das digitale Angebot über DAB+, App und Streamingbedienungen weiter ausgebaut. Im Zuge der Umstrukturierung wurde der UKW-Betrieb des zweiten Kanals Radio Top Two eingestellt, der jedoch im Herbst 2025 als reiner Webchannel zurückkehren soll.
Der Relaunch wurde als erfolgreich bewertet und fällt in eine Phase, in der bei Top-Medien auch personelle Veränderungen stattfinden: Thomas Brügger übernahm im Juni 2025 die Geschäftsführung, um den Ausbau aller Kanäle – Radio, TV und Digital – voranzutreiben.

## Hörerzahlen
Durch die Ausdehnung des Sendegebietes wuchs Radio Top zeitweise zum zweitgrössten privaten Radiosender der Schweiz heran und zählte auf seinem Höhepunkt im zweiten Halbjahr 2005 durchschnittlich 221'800 Hörer pro Tag. Bis Mitte 2007 lag die Hörerzahl regelmässig um oder leicht über 200'000 Personen. Danach verlor der Sender kontinuierlich Hörer und damit auch seinen zweiten Platz unter den privaten Radiosendern. Mittlerweile zählt Radio Top noch 92'180 Hörer (Stand 1. Halbjahr 2021), womit sich der Sender auf Rang zwölf unter den privaten Radiosendern positioniert.